# Per Nilsson (Fußballspieler)
Per Jörgen „Pelle“ Nilsson (* 15. September 1982 in Härnösand) ist ein ehemaliger schwedischer Fußballspieler. Beim Bundesligisten RB Leipzig ist er Assistent des Sportdirektors.

## Karriere

### Verein
Nilsson begann 1988 mit dem Fußballspielen bei Stigsjö IK. Von 1992 bis 1998 spielte er in der Jugend von IFK Timrå, ehe er 1999 zu GIF Sundsvall ging und dort in der Allsvenskan debütierte. Im Juli 2001 schloss er sich dem Ligarivalen AIK Solna an. 2005 ging er in die norwegische Tippeligaen zu Odd Grenland.
Im Sommer 2007 wechselte er zum deutschen Zweitligaaufsteiger TSG 1899 Hoffenheim. Trotz mehrerer Verletzungen kam er im ersten Jahr auf 22 Einsätze und half dem Verein beim Durchmarsch in die 1. Bundesliga. Dort war er anfangs wieder Stammspieler, wurde aber nach der 4:5-Niederlage gegen Werder Bremen am 6. Spieltag auf die Bank gesetzt. Bei seinem nächsten Einsatz von Beginn an unterlag man Leverkusen 1:4, was ihm eine weitere Pause einbrachte. Erst im letzten Saisondrittel kehrte er wieder in die Startformation zurück. Vor der Saison 2009/10 wurde Nilsson von seinen Mannschaftskollegen zum neuen Kapitän gewählt. Er konnte sich aber gegen die Neuzugänge in der Abwehr nicht durchsetzen und eroberte sich keinen Stammplatz. Insgesamt spielte er in diesem Jahr in der Liga nur siebenmal und dreimal im DFB-Pokal, in dem er in der 2. Runde das spielentscheidende 1:0 gegen den 1. FC Nürnberg erzielte.
Nach zwei Spielzeiten in der Bundesliga wechselte Nilsson zur Saison 2010/2011 für rund 450.000 Euro Ablöse zum 1. FC Nürnberg. Dort bildete er bis zum 12. Spieltag mit Andreas Wolf die Innenverteidigung. Dann musste er wegen einer im Training erlittenen Knieverletzung lange pausieren. In der Rückrunde hatte aber Philipp Wollscheid nach überzeugenden Leistungen die Stammposition neben Wolf übernommen und so wurde Nilsson nach überstandener Verletzung fünfmal nur eingewechselt und ersetzte in zwei Partien Andreas Wolf. Am 12. März 2011 erzielte er beim 2:1-Auswärtssieg gegen den VfL Wolfsburg sein erstes Bundesliga-Tor.
In der Saison 2012/13 wurde er mit sechs Toren in der Bundesliga interner Torschützenkönig beim 1. FC Nürnberg. Im Sommer 2014 wechselte er zum dänischen Spitzenclub FC Kopenhagen, wo er am 15. Dezember 2016 im Alter von 34 Jahren seine aktive Karriere beendete.

### Nationalmannschaft
Nilsson spielte in mehreren Jugendauswahlen seines Heimatlandes, unter anderem 22 Mal in der schwedischen U-21. Sein Debüt in der schwedischen A-Nationalmannschaft gab Nilsson am 31. Januar 2001 beim 0:0-Unentschieden gegen die Auswahl der Färöer, anschließend gehörte er unregelmäßig zum Kader der Auswahlmannschaft. Nachdem er 2007 mit seinem fünften Länderspiel lange Zeit sein letztes Auswahlspiel bestritten hatte, kehrte er im Februar 2013 durch konstante Leistungen bei seinem Klub wieder in den Fokus von Nationaltrainer Erik Hamrén. Zunächst saß er zweimal jeweils nur auf der Ersatzbank, Ende März absolvierte er nach knapp sechs Jahren beim 0:0-Unentschieden gegen die Slowakei sein Comeback im blaugelben Trikot.

### Management
Im Januar 2017 gab RB Leipzig bekannt, dass Nilsson zur Saison 2017/18 als Assistent des Sportdirektors Ralf Rangnick tätig sein würde. Als solcher übernahm er zunächst Aufgaben im Teammanagement der ersten Mannschaft. Seit Juli 2018 fungiert er als Sportlicher Leiter der U16 bis U19.

## Titel / Erfolge
- Bundesliga-Aufstieg 2007/08 mit der TSG 1899 Hoffenheim
- Dänischer Meister: 2016
- Dänischer Pokalsieger: 2015, 2016